# Malaysia Open 1955
Die Malaysia Open 1955 im Badminton fanden Mitte Juni 1955 in Kuala Lumpur statt.

## Finalergebnisse
| Disziplin    | Sieger                               | Finalist                               | Ergebnis          |
| ------------ | ------------------------------------ | -------------------------------------- | ----------------- |
| Herreneinzel | Ferry Sonneville                     | Jørn Skaarup                           | 15-5, 15-4        |
| Dameneinzel  | Cecilia Samuel                       | Tan Eng Looi                           | 11-0, 11-4        |
| Herrendoppel | Ong Poh Lim Ooi Teik Hock            | Finn Kobberø Jørgen Hammergaard Hansen | 15-7, 18-17       |
| Damendoppel  | Cecilia Samuel Phua Yoke Chin        | Amy Chan Lim Kit Lin                   | 18-16, 5-15, 15-8 |
| Mixed        | Jørgen Hammergaard Hansen Amy Choong | Chan Kon Leong Cecilia Samuel          | 17-15, 15-11      |

## Referenzen
- Java-Bode: Nieuws, Handels- en Advertentieblad voor Nederlandsch-Indie, 14. Juni 1955, S. 2
- https://eresources.nlb.gov.sg/newspapers/Digitised/Article/straitstimes19550613-1.2.101
- https://eresources.nlb.gov.sg/newspapers/Digitised/Article/straitstimes19550612-1.2.157
- https://eresources.nlb.gov.sg/newspapers/Digitised/Page/straitstimes19550613-1.1.12